# Cerodontha thompsoni
Cerodontha thompsoni este o specie de muște din genul Cerodontha, familia Agromyzidae, descrisă de Frick în anul 1952. Conform Catalogue of Life specia Cerodontha thompsoni nu are subspecii cunoscute.